# Llista de topònims de Cabestany
Llista de topònims (noms propis de lloc) de Cabestany (Rosselló).
Informació actualitzada per un bot. Els canvis manuals es perdran quan s'actualitzi!

## Misc
| imatge | Nom                          | Ubicat a  | instància de                          | Detalls                      | coordenades | Protecció | Commons (més fotos)                      | Dades a WD                    |
| ------ | ---------------------------- | --------- | ------------------------------------- | ---------------------------- | --- | --------- | ---------------------------------------- | ----------------------------- |
|        | Santa Maria de Cabestany     | Cabestany | església Ús: església                 | Estil: arquitectura romànica | 42° 40′ 44″ N, 2° 56′ 16″ E / 42.6789°N,2.93779°E 30.8 msnm                                                       |           | Église Notre-Dame-des-Anges de Cabestany | Modifica les dades a Wikidata |
|        | casa de la vila de Cabestany | Cabestany | instal·lació Ús: seu del govern local |                              | 42° 40′ 44″ N, 2° 56′ 14″ E / 42.6788551135155°N,2.93722133517769°E fr:RUE DES DROITS DE L HOMME, 66330 CABESTANY |           | Town hall of Cabestany                   | Modifica les dades a Wikidata |